# Horvát Kereszténydemokrata Párt
A Horvát Kereszténydemokrata Párt (horvátul: Hrvatska demokršćanska stranka, HDS) Horvátország egyik politikai pártja, melynek fő célkitűzése az, hogy az ország keresztény szellemiségűvé váljon. Az alapítók szerint a párt célja az, hogy a horvátok ne csak az evilági dolgokkal foglalkozzanak, hanem vegyék figyelembe a szellemi és morális értékeket is. Petar Kaćunko, Horvát Kereszténydemokrata Szövetség korábbi elnöke hozzátette, hogy a párt a közérdekekkel, és nem az egyéni érdekekkel fog foglalkozni.

## Története
A Horvát Kereszténydemokrata Párt 1990-ben a nyugat-európai kereszténydemokrata pártok mintájára jött létre, bár az 1990-es évek eleji Horvátország sajátos körülményei miatt több volt a jobboldali, mint a jobbközép retorikája.
Az 1990-es horvát parlamenti választáson csatlakozott a mérsékelt nacionalisták csoportjához, a Népi Egyezmény Koalíciójához. A tömb összes pártjához hasonlóan vereséget szenvedett, de egy évvel később Franjo Gregurić miniszteri posztot kapott „Nemzeti Egység” kormányában.
Az 1992-es horvát parlamenti választáson a saját listával induló HKDS nem jutott be a horvát parlamentbe, míg vezetője, Ivan Cesar a hetedik helyen végzett az elnökválasztási versenyben. Ez a kudarc arra késztette a HKDS-t, hogy egyesüljön a Horvát Demokrata Párttal (HDS) a Horvát Kereszténydemokrata Szövetséggel. A HKDS disszidens frakciója a párt régi nevén működött tovább.
Három kereszténydemokrata párt – a Horvát Kereszténydemokraták (Hrvatski demokršćani), a Horvát Kereszténydemokrata Párt (Hrvatska kršćanska demokratska stranka) és a Horvát Tavasz (Hrvatski proljećari) elnökei – Ante Ledić, Petar Kaćunko és Goran Dodig aláírtak egy szerződést, mely szerint a három párt összeolvad. Ez alapján hozták létre a pártot 2009. február 21-én Zágrábban. A párt elnöke Goran Dodig, két elnökhelyettese pedig Ante Ledić és Petar Kaćunko lett.
A 2011-es választásokra a Tett egy jobb Horvátországért (Akcija za bolju Hrvatsku) és a Csak Horvátországért – Mozgalom Horvátországért (Jedino Hrvatska – Pokret za Hrvatsku) pártokkal együtt megalakította a Szövetség Horvátországért (Savez za Hrvatsku) koalíciót, amely a Horvátország EU-csatlakozásáról szóló népszavazáson ellenezte Horvátország csatlakozását az Európai Unióhoz. HDS-lista vezetőjének Dr. Josip Jurčevićet választották.

## Programja
A párt politikai programját a katolikus egyház tanítására, valamint a horvát nemzedékek gazdag történelmi, kulturális és politikai tapasztalatainak szintézisére alapozza. Az alapvető célokat a program alapelvei határozzák meg, amelyek a következők:
- az állam demokratikus keresztény elveken alapuló megszervezése;
- Horvátország kulturális és szellemi megújulása;
- az élet védelme a fogantatástól a természetes halálig;
- családvédelem;
- az igazságos és tartós béke támogatása és feltételeinek megteremtése Horvátországban, a szomszédos országokban és a világban;
- együttműködés a szomszédos országokkal, európai országokkal és a világ országaival;
- feltételek megteremtése, tudományos, technológiai és gazdasági fejlődés megszervezése és ösztönzése a Horvát Köztársaságban;
- kulturális, tudományos, műszaki és gazdasági kapcsolatok megőrzése és ösztönzése a világ más országaival, különösen Európában;
- a legmagasabb szintű oktatási és tudományos színvonal előmozdítása és javítása, valamint ezen normák javítása a szociálpolitikában;
- a kereszténydemokratikus elveken, valamint a jogon és a jogállamiságon alapuló demokrácia ösztönzése, előmozdítása és javítása Horvátországban és a világban egyaránt;
- Horvátország bevonása Európa és a világ kulturális és szellemi megújulásába nemzetközi szervezetekhez való csatlakozás révén;
- minden ember egyenlősége vallásra, nemzetre, származásra, nemre, vagyoni helyzetre és hasonlókra való tekintet nélkül, és mindenkinek egyenlő kilátások és lehetőségek biztosítása a sikerhez;
- átfogó gondoskodás az emberről és minden emberről – egyénről;
- a családok, a fiatal generáció, a gyermekek és a fiatalok védelme;
- hangsúlyozott gondoskodás és törődés a fiatal generáció nevelésével;
- az ingyenes általános oktatás feltételeinek biztosítása;
- a vállalkozások ösztönzése és védelme;
- a rászorulók, azaz a fogyatékkal élők, az idősek, a fogyatékkal élők és a fogyatékkal élők speciális ellátása;
- a szubszidiaritás elvének tiszteletben tartása, a hatalom törvényhozói, végrehajtói és bírói felosztása;
- a kultúra fejlesztése és a közmédia szabadsága;
- az ellopott javak államtalanításának végrehajtása és a kivándorlók visszatérésének lehetővé tétele;
- a szolidaritás és a szociális gondoskodás bátorítása és védelme azok számára, akik rendelkeznek azokkal, akik nem;
- a környezet megőrzése és védelme.

## Fordítás
- Ez a szócikk részben vagy egészben  a   Croatian Demochristian Party című angol Wikipédia-szócikk ezen változatának fordításán alapul.  Az eredeti cikk szerkesztőit annak laptörténete sorolja fel. Ez a jelzés csupán a megfogalmazás eredetét és a szerzői jogokat jelzi, nem szolgál a cikkben szereplő információk forrásmegjelöléseként.
- Ez a szócikk részben vagy egészben  a   Hrvatska demokršćanska stranka című horvát Wikipédia-szócikk ezen változatának fordításán alapul.  Az eredeti cikk szerkesztőit annak laptörténete sorolja fel. Ez a jelzés csupán a megfogalmazás eredetét és a szerzői jogokat jelzi, nem szolgál a cikkben szereplő információk forrásmegjelöléseként.